# Collyria nigricator
Collyria nigricator är en stekelart som beskrevs av Aubert 1964. Collyria nigricator ingår i släktet Collyria och familjen brokparasitsteklar. Inga underarter finns listade i Catalogue of Life.